# Episema mendizabali
Episema mendizabali là một loài bướm đêm trong họ Noctuidae.